# Chiesa di Santa Maria Regina della Pace
La chiesa di Santa Maria Regina della Pace è un luogo di culto cattolico che si trova in via di Caciolle a Firenze.

## Storia e descrizione

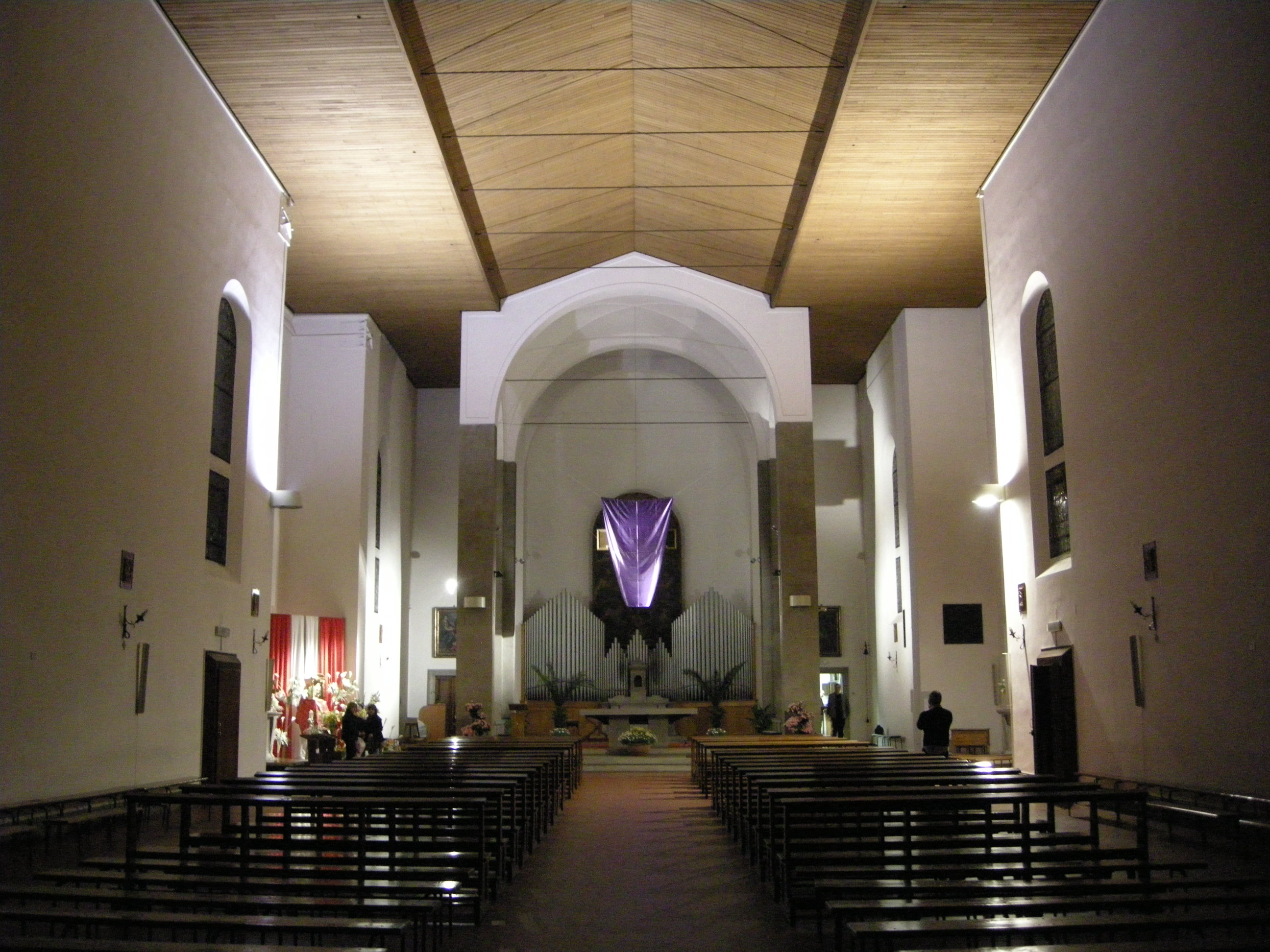
L'interno, col crocifisso velato come d'uso negli ultimi giorni di Quaresima

La chiesa parrocchiale del Ponte di Mezzo fu la prima ad essere costruita a Firenze dopo il secondo conflitto mondiale. In ricordo dell'Anno Santo 1950, con la proclamazione del dogma dell'Assunzione della Vergine e nel desiderio di allontanare l'incubo della guerra, l'arcivescovo Elia Dalla Costa ne dette l'annuncio alla popolazione del rione nell'ottobre dello stesso anno.
Progettata dall'architetto Guido Morozzi, fu celermente costruita e consacrata nel 1951.
L'interno ad aula unica ospita le Stazioni della Via Crucis in terracotta di A. Canessa e, dietro l'altare, l'Immacolata Concezione eseguita tra 1570 e 1572 per il Monastero della Santissima Concezione dal Bronzino in collaborazione con la bottega. La grande pala, recentemente ricollocata dopo un importante restauro che ne ha restituito leggibilità e brillantezza cromatica, testimonia una delle ultime prove di uno dei più raffinati pittori del Manierismo fiorentino.